# Église Saint-Pierre de Wezembeek-Oppem
 (août 2025).
 (août 2025).
L'église Saint-Pierre (Sint-Pieterskerk en néerlandais) est une église de  style gothique et classique située sur le territoire de la commune belge de Wezembeek-Oppem, dans la province du Brabant flamand.

## Localisation
L'église occupe une position tout à fait excentrée au nord-ouest de la commune, entre le parvis Saint-Pierre et la rue Montagne de l'Église, face à l'avenue O. de Burbure.

## Historique
L'église Saint-Pierre possède une tour dont le noyau est probablement roman et un chœur gothique du XVe, XVIe ou  XVIIe siècle. Sur la porte d'entrée, on lit la date de 1745
. 
Des transformations opérées en 1782 ont agrandi les deux nefs latérales et donné à la tour et à la nef un aspect classique sobre.
L'utilisation de l'ancien cimetière paroissial a été arrêtée en 1938 et une partie du cimetière a disparu en 1947 pour élargir la rue.
L'église a fait l'objet de plusieurs mesures de classement comme monument historique étalées dans le temps : le choeur a été classé le 25 mars 1938, l'orgue le 25 mars 1980 et l'église le 2 juin 1988.
Elle figure à l'Inventaire du patrimoine immobilier de la Région flamande sous la référence 40858.

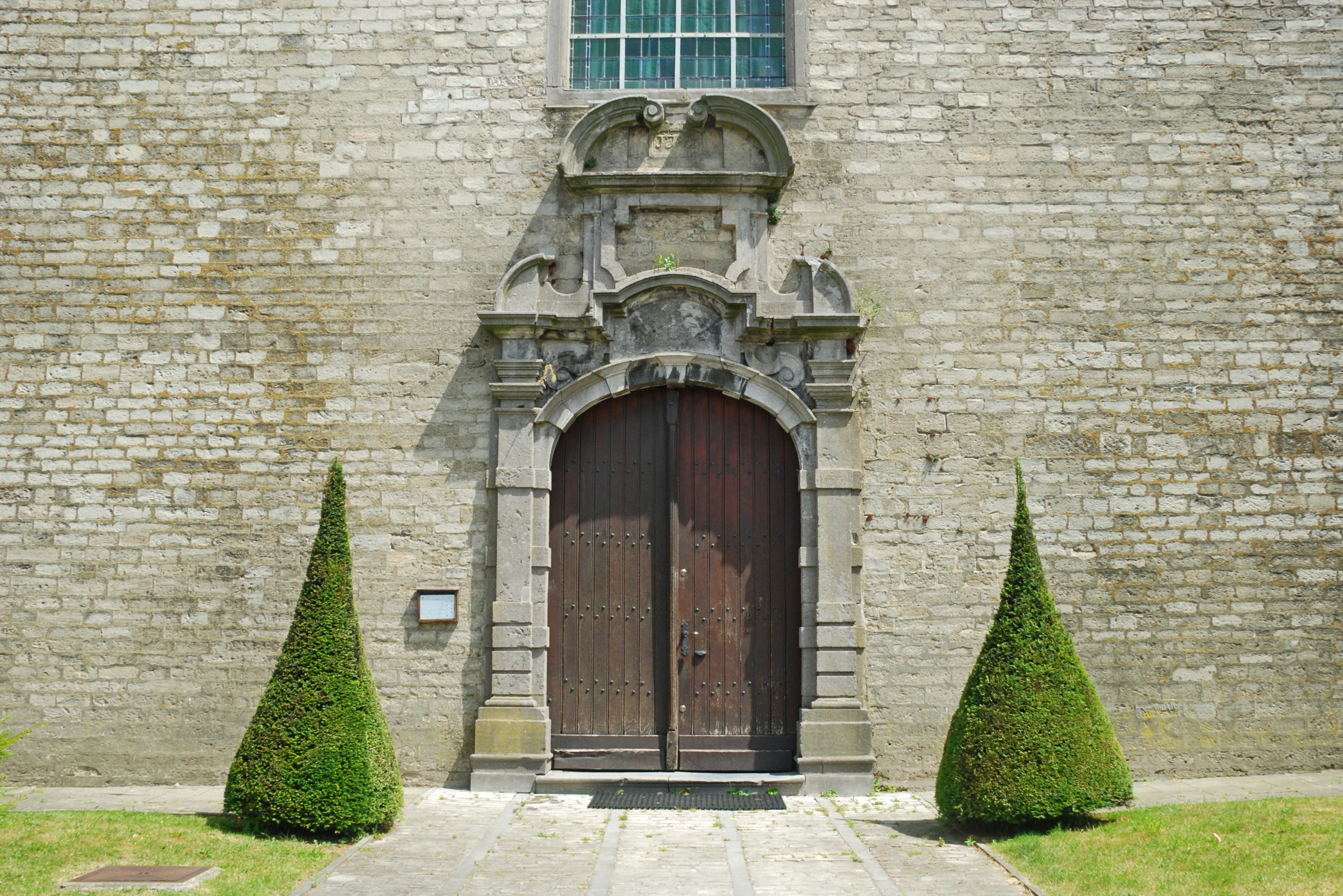
Le portail encadré de topiaires.

## Architecture

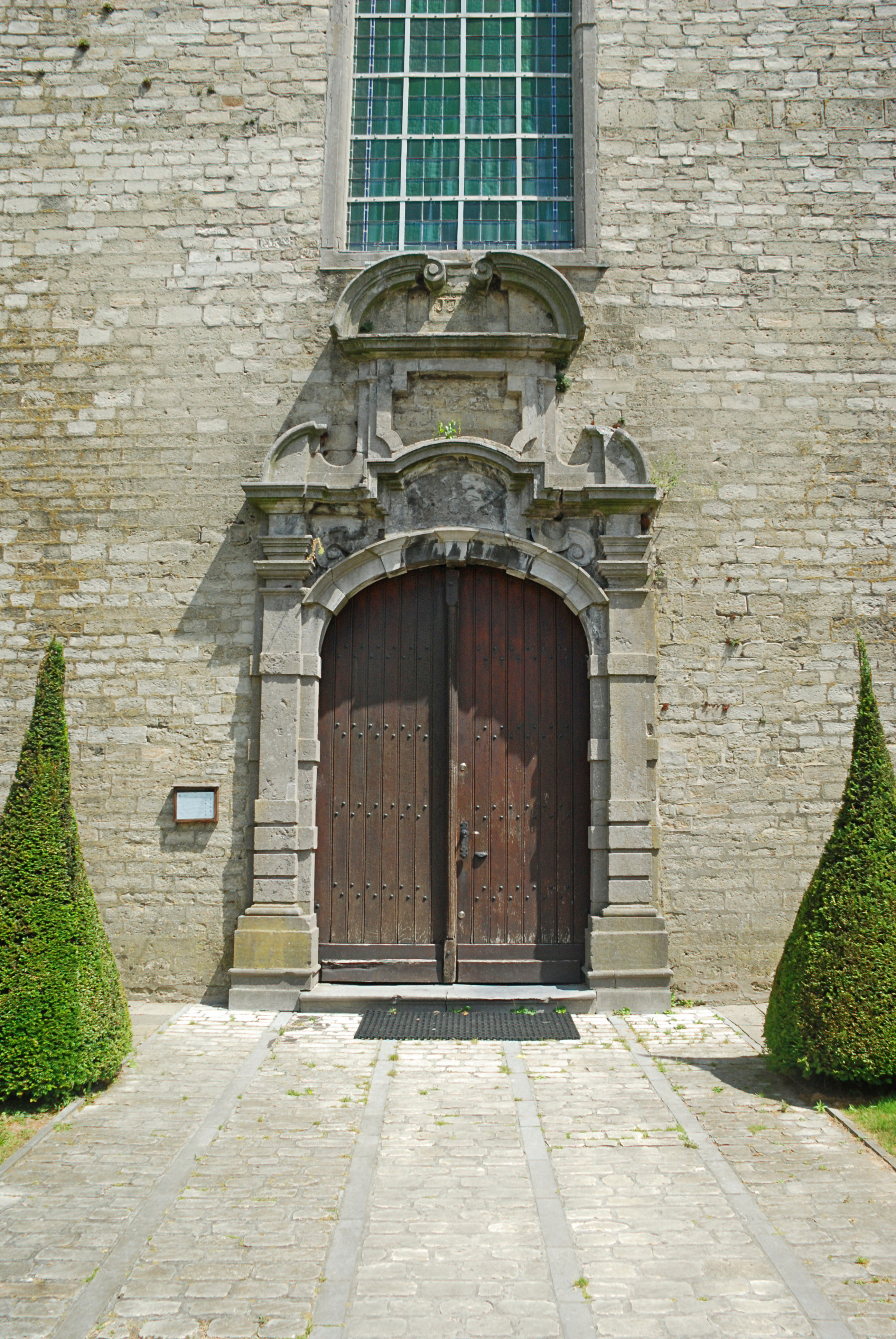
Le portail de style classique.
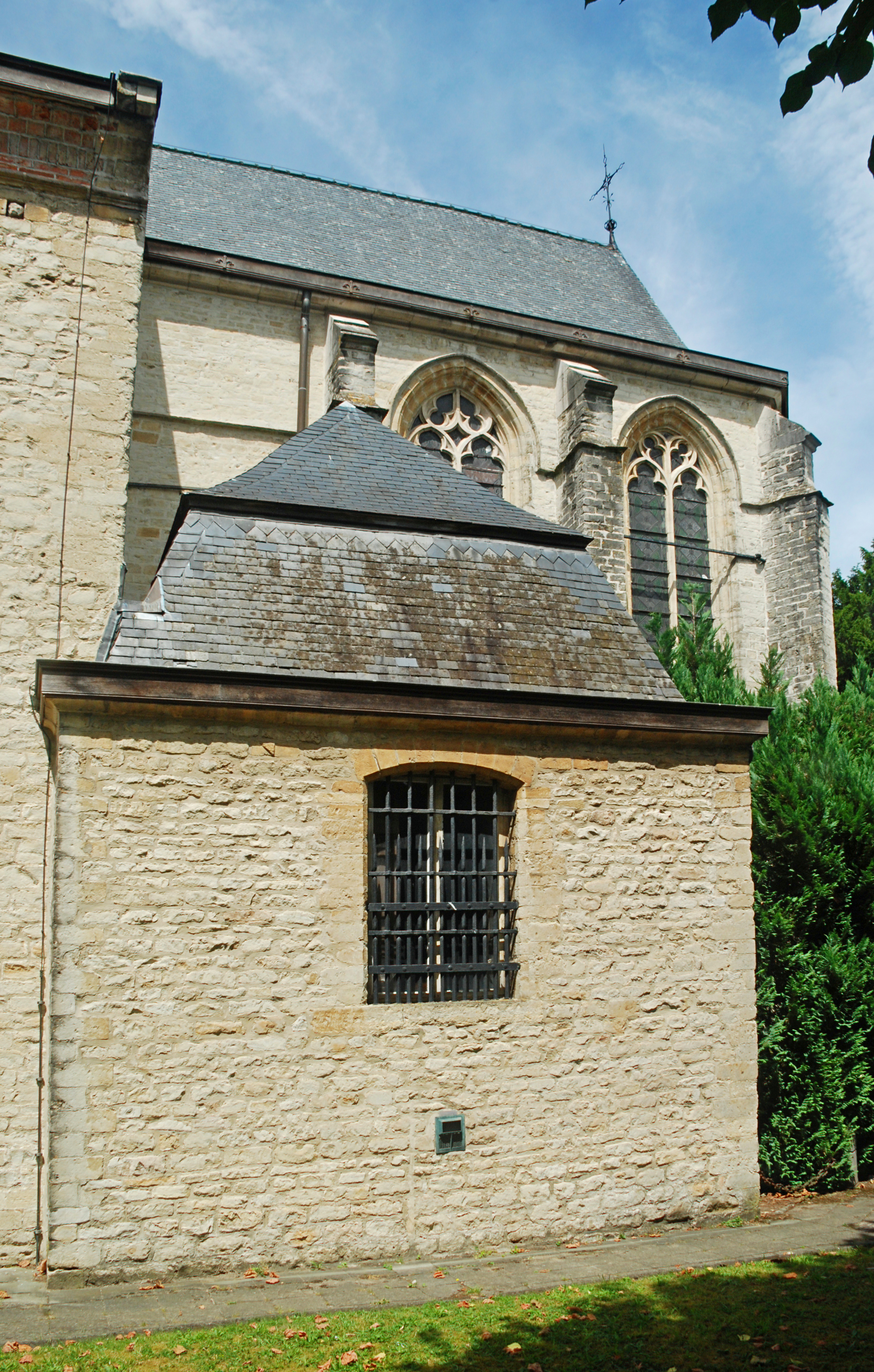
La sacristie et le chœur.
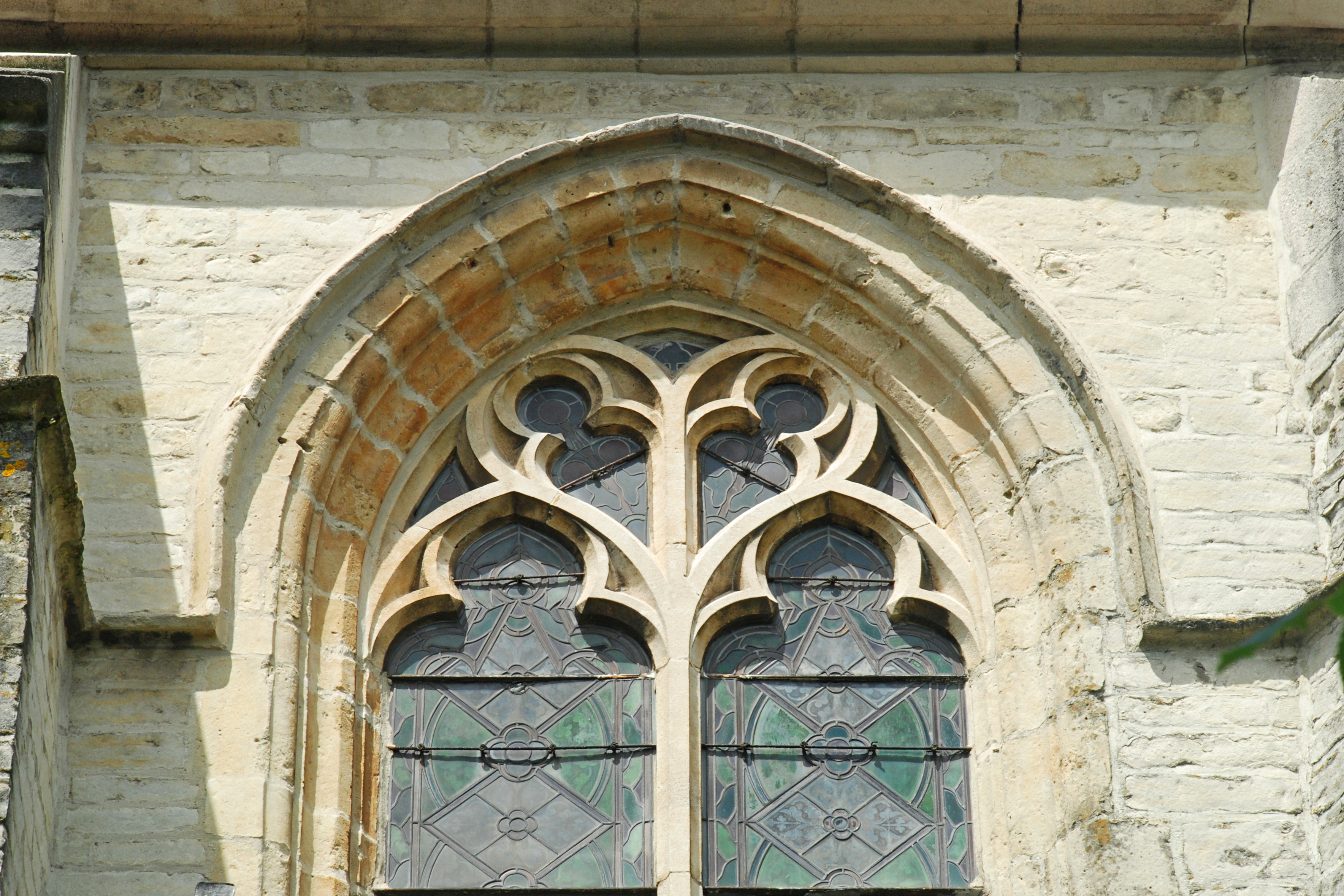
Remplage du chœur.

## Mobilier
L'église abrite deux confessionnaux de style baroque, achetés en 1784 à l'abbaye dissoute du abbaye du Rouge-Cloître d'Auderghem dissoute l'année précédente.

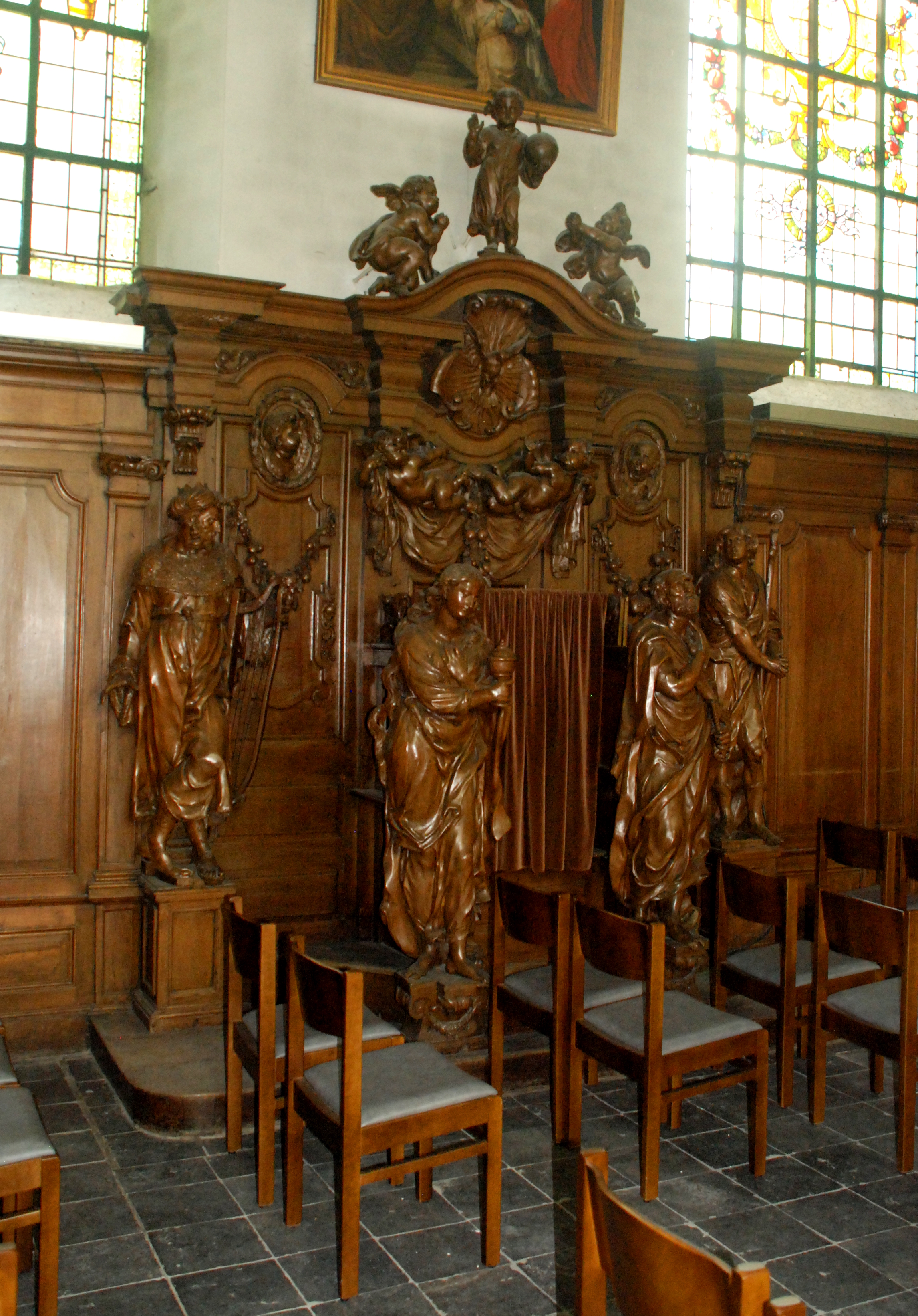
Confessionnal.
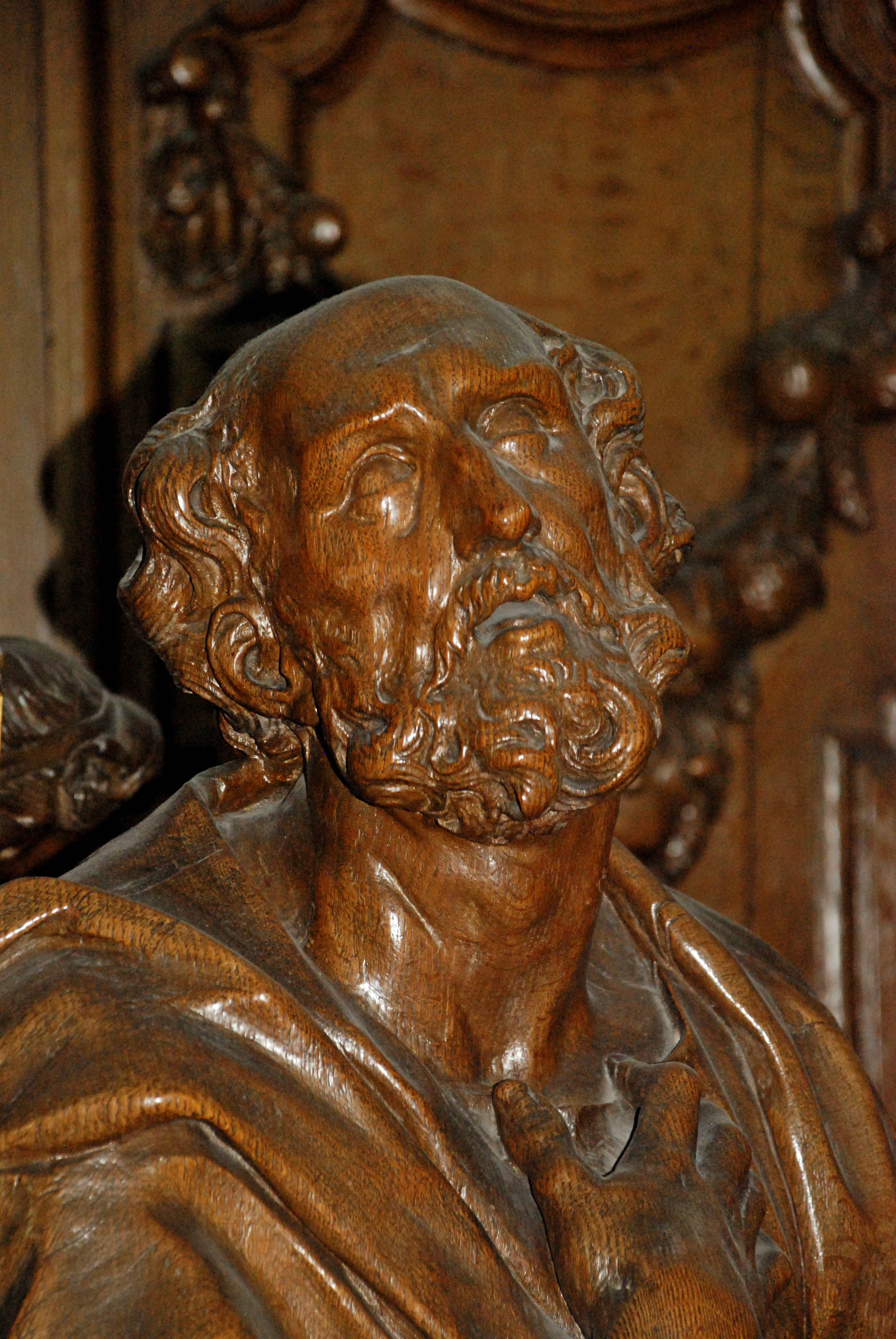
Saint Pierre.
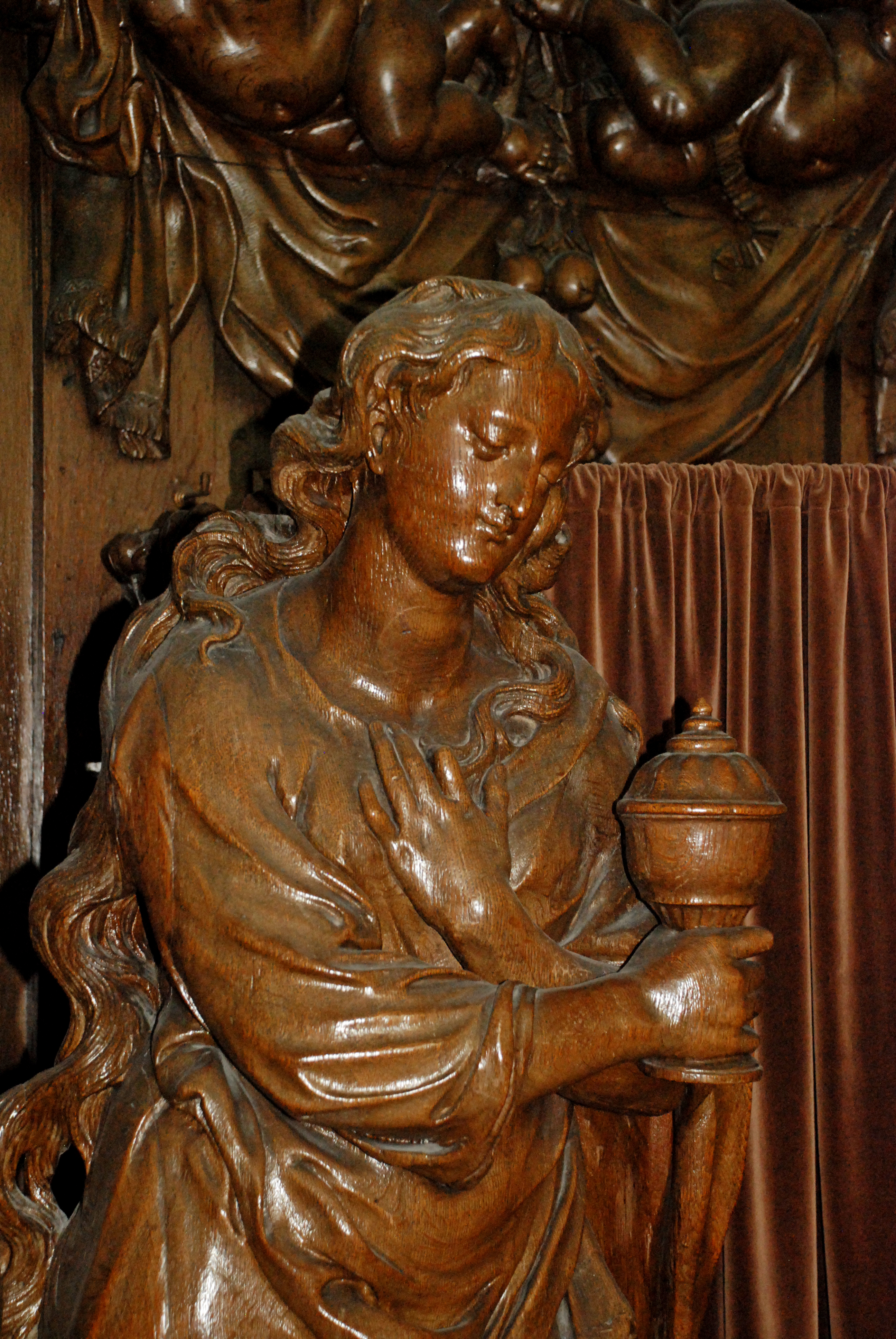
Marie-Madeleine.